# ساوانی (جورجیا)
ساوانی، جورجیا (به انگلیسی: Suwanee, Georgia) یک شهر در ایالات متحده آمریکا با جمعیت ۱۵٬۳۵۵ نفر است که در جورجیا واقع شده‌است.

## موقعیت جغرافیایی
موقعیت جغرافیایی شهرها و مناطق اطراف به شرح زیر است: